# La battaglia di Algeri
La battaglia di Algeri è un film del 1966 diretto da Gillo Pontecorvo, che ha acquisito il valore di un'opera di testimonianza e di rivisitazione dei fatti storici contemporanei.
Il film, interamente ambientato nella città di Algeri durante la guerra d'Algeria, ha vinto il Leone d'oro alla 27ª Mostra internazionale d'arte cinematografica di Venezia ed è stato selezionato tra i 100 film italiani da salvare.

## Trama
Nel 1957, nella casba di Algeri, i paracadutisti francesi comandati dal colonnello Mathieu fanno irruzione in un appartamento dove è nascosto, in una nicchia camuffata da parete, il rivoluzionario algerino Ali La Pointe insieme ad un bambino, una donna e un compagno di lotta. Mentre i parà gli intimano di uscire senza opporre resistenza, lui rievoca il suo passato tramite un flashback che inizia nel 1954 ad Algeri quando viene arrestato dai gendarmi francesi per truffa ed aggressione ai danni di un cittadino francese e viene messo in prigione con alcuni patrioti algerini, dove assiste all'esecuzione mediante ghigliottina di uno di loro.
Cinque mesi dopo Ali evade dal carcere e ritorna nella casba. Un ragazzino di nome Omar gli recapita un messaggio in cui il Fronte di Liberazione Nazionale (FLN) gli ordina di uccidere un gendarme, il quale raccoglie periodicamente informazioni da un barista algerino suo informatore. L'ordine categorico è quello di ucciderlo immediatamente ed alle spalle, ma Ali si lascia trasportare dalla foga e blocca il gendarme esprimendogli il suo disprezzo. Al momento di sparare, la pistola si rivela scarica e Ali, dopo essere riuscito a fuggire, viene convocato da colui che gli aveva assegnato la missione: si tratta di Saari Kader, uno dei capi del FLN, che gli spiega che il fallito attentato non era altro che una prova per verificare la sua fedeltà come combattente.
Ali viene messo al corrente della tattica che l'FLN intende utilizzare per iniziare la rivoluzione allo scopo di dare l'indipendenza al paese. Pochi giorni dopo viene emanato il comunicato n. 24, in cui è fatto totale divieto alla popolazione di Algeri di praticare il gioco d'azzardo, il consumo di droga, la prostituzione ed il suo sfruttamento ed il consumo di alcolici: ciò al fine di eliminare il fenomeno delle spie e della ricattabilità delle persone.
Il primo incarico ricevuto da Alì è quello di uccidere un boss della prostituzione, un tempo suo amico, in quanto rifiutatosi di obbedire alle direttive imposte dal FLN. Oltre alla moralizzazione degli abitanti di Algeri l'organizzazione mette in atto una serie di misure al fine di boicottare le leggi e la burocrazia francese, quali l'unione in matrimonio al cospetto della sola autorità islamica.
Una volta ripulita la casba l'FLN passa alla seconda fase, ossia quella della lotta armata. Il 20 giugno 1956 la città viene scossa da una serie di attentati, in cui trovano la morte alcuni gendarmi francesi. Viene inoltre assalito un commissariato di polizia, dal quale vengono trafugati dei fucili, e si susseguono scontri a fuoco nelle strade del quartiere europeo.
La reazione francese è immediata, ma i provvedimenti sono ancora sommari e riguardano ancora l'ordine pubblico e non lo stato di guerra: la casba viene recintata con del filo spinato e chiunque vi entri o vi esca deve esibire i documenti ed essere perquisito e, nel contempo, negli ospedali è fatto obbligo di segnalare alle autorità ogni ferito da arma da fuoco. Il 20 luglio vengono uccisi altri tre gendarmi e, mentre la polizia francese insegue gli assassini, i pieds-noirs, ormai in preda al panico, accusano degli omicidi un venditore ambulante che passava per caso nelle vicinanze e lo fanno arrestare.
Non è solo lo Stato francese a mobilitarsi contro la guerriglia ma anche un'organizzazione segreta, l'Organisation armée secrète (OAS), che si muove utilizzando essa stessa metodi terroristici: nella notte del 20 luglio alcuni componenti entrano nella casba, si dirigono nella zona abitata dall'uomo arrestato quella mattina e fanno esplodere una bomba che fa crollare un edificio causando molte vittime. Il risentimento popolare sembra esplodere ed Alì si dirige insieme ai suoi uomini verso i blocchi all'uscita della casba, ma Kader riesce, non senza fatica, a fermarlo, convincendolo a seguire le sue direttive.
La mossa successiva è portare il terrore nella popolazione e tre ragazze algerine, camuffate con vestiti e taglio di capelli occidentali, vengono mandate in tre punti diversi della città per fare esplodere tre ordigni in altrettanti locali pubblici, due bar e la sede dell'Air France. Il numero di vittime ed il ridursi della sicurezza nella città inducono il governo francese a rispondere con fermezza: il 10 gennaio 1957 viene inviata ad Algeri una divisione di paracadutisti, fino a quel momento impegnata a contrastare la guerriglia sulle montagne, per stroncare la rivolta. Il comando dell'operazione è affidato al colonnello Mathieu (ispirato alla figura del generale Jacques Massu), un pragmatico militare con un passato di lotta contro l'occupazione tedesca durante la seconda guerra mondiale, nonché veterano della guerra d'Indocina.
L'FLN in un comunicato annuncia che l'ONU si sta interessando alla questione algerina e, per rendere tangibile all'opinione pubblica mondiale la dimensione della lotta di liberazione, organizza uno sciopero generale di otto giorni: tutti i lavoratori di Algeri si dovranno astenere dal lavoro. L'autorità militare francese intuisce lo scopo dell'azione, pur non contrastandola apertamente, in quanto, proprio grazie allo sciopero, si trova finalmente nella condizione di conoscere fiancheggiatori e simpatizzanti del FLN.
Alì non sembra d'accordo con lo sciopero preferendo un'azione di carattere diretto ma non fa obiezioni quando Alì Ben M'hidi, un importante ideologo dell'FLN, gli spiega le ragioni politiche dell'astensione dal lavoro, pur sottolineando che tutti coloro che aderiranno saranno identificati, dando la possibilità ai francesi di dare un volto ad attivisti, fiancheggiatori e simpatizzanti, mentre Mathieu, che ha dichiarato l'Operazione Champagne, comincia un'opera di disinformazione, sostenendo di fronte alla stampa che l'obiettivo dello sciopero non era la dimostrazione pacifica della forza numerica dei rivoluzionari ma l'insurrezione, annunciandone il fallimento, ironizzando sulla posizione di Jean-Paul Sartre a favore dell'indipendenza algerina e chiedendo alla stampa un appoggio ai fini di portare l'opinione pubblica francese a non sostenere la tesi di un'Algeria libera dalla colonizzazione; contemporaneamente l'ONU si astiene dall'intervenire direttamente nella questione algerina.
Durante lo sciopero i parà entrano nella casba rastrellando molti uomini che stanno scioperando, facendoli salire sui camion, costringendoli a lavorare coattivamente, e devastando anche i negozi di coloro che si rifiutano di aprirli. Hanno inizio gli interrogatori, condotti con metodi di tortura, e si inizia a procedere all'identificazione dei capi dell'organizzazione quali Alì e Kader, ma l'inerzia delle Nazioni Unite non ferma la lotta. Lo spirito di ribellione è simboleggiato da Omar, che prende un microfono ed incita i suoi compatrioti alla rivolta contro la Francia, provocando la reazione di alcune donne che cominciano a gridare contro i soldati.
Kader e La Pointe si rendono conto che i colpi inferti dall'autorità francese stanno smantellando l'organizzazione e mutano la loro strategia: i nascondigli dovranno essere cambiati continuamente ed i settori più duramente colpiti dovranno essere riorganizzati ma la continua sorveglianza dei soldati francesi all'interno della casba li costringe a fuggire e nascondersi, impedendogli sempre di più i movimenti.
Il 25 febbraio 1957 esplodono due bombe in un ippodromo e la rabbia immediata porta al tentativo di linciaggio di un bambino algerino che stava vendendo delle bibite, mentre pochi giorni dopo l'FLN soffre una grossa perdita: Alì Ben Mihdi viene casualmente arrestato e, il 4 marzo 1957, durante la conferenza stampa in cui Mathieu intende mostrarlo come un trofeo, non cede di fronte alle domande dei giornalisti che lo accusano di terrorismo, ribattendo con le sue motivazioni la necessità del popolo algerino di disporre di se stesso. Egli morirà nella sua cella, ufficialmente per suicidio, pochi giorni dopo la sua cattura.
Nelle carceri intanto proseguono le torture di cui anche la stampa viene a conoscenza, così come della strana morte dell'ideologo algerino, ed il consenso che l'armata francese aveva fino a quel momento sembra cominciare a venire meno, ma Mathieu non nega esplicitamente l'uso di metodi violenti (da lui definiti interrogatori e non torture), dicendo però chiaramente che i successi della sua operazione derivano proprio dall'uso di quei metodi e che la vera questione a cui rispondere è se la Francia deve o meno restare in Algeria.

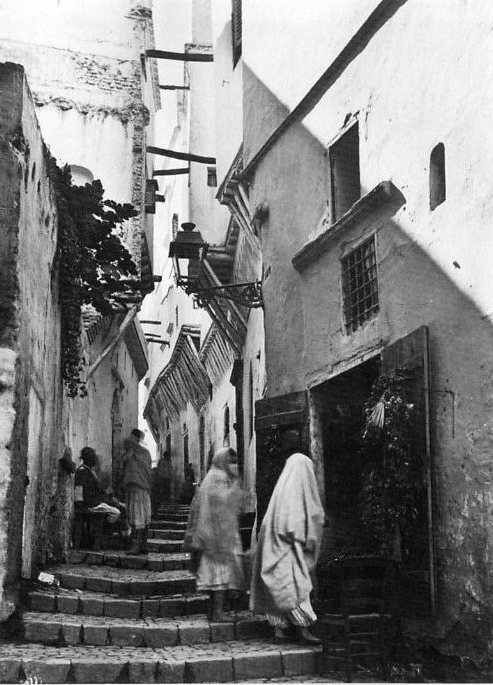
La casba di Algeri, dove il film è stato girato

Con il ridursi del numero dei suoi membri l'FLN è costretto a ricorrere ad azioni disperate, mirate a quel punto solo a darne visibilità, come la sparatoria per le strade della città da parte di due membri a bordo di un'ambulanza, conclusasi con la loro morte, e poco tempo dopo l'organizzazione perde altri due importanti componenti: Ramel e Si Murad che, vistisi ormai catturati, tentano di uccidere Mathieu con uno stratagemma, chiedendo una dichiarazione scritta che garantisca la loro incolumità e mettendo una bomba nel cestino che calano dalla finestra del palazzo in cui si sono asserragliati. Il colonnello non abbocca e manda a consegnare la dichiarazione un soldato che muore nell'esplosione insieme ai due rivoltosi.
Pochi giorni dopo l'FLN perde anche il penultimo dei suoi capi, Kader: egli viene bloccato in una soffitta insieme ad una compagna di lotta e Mathieu minaccia di fare saltare in aria tutto il palazzo se non si consegnerà. Dopo un iniziale rifiuto egli decide di arrendersi, ma si rende conto troppo tardi del vantaggio che la sua cattura porterà alla propaganda francese e la ragazza con un grido disperato fa notare al colonnello che la battaglia non è finita poiché Alì è ancora nella casba.
Ali ora è rimasto isolato e gli unici componenti ancora liberi sono un uomo, Mahmoud, Halima, una delle tre donne a suo tempo incaricate degli attentati, ed Omar, che costantemente lo ha seguito, ed a loro non resta che progettare attentati isolati per testimoniare la vita dell'organizzazione ma i soldati francesi, informati da Sadec, un militante dell'FLN che ha ceduto alle torture, fanno irruzione nella casa dove i quattro sono nascosti.
A questo punto termina il flashback: Mathieu cerca di persuadere Ali ad arrendersi non ottenendo risposta e questi lascia la libertà di scelta agli altri tre, ma nessuno di loro esce, il palazzo viene fatto esplodere con la dinamite, mentre tutta la casba prega per loro.
I militari si dimostrano soddisfatti per il loro operato, ritenendo che la questione algerina sia definitivamente risolta, ma nel dicembre del 1960, la rivolta rinasce spontanea, dando un notevole impulso, sia nella politica che nell'opinione pubblica francese, per la ridefinizione dei rapporti con il paese nordafricano, e per la prima volta, durante le grandi manifestazioni, compare la bandiera algerina.
Ma sarà solo dopo altri due anni di lotta che l'Algeria, il 3 luglio 1962, riuscirà ad ottenere finalmente l'indipendenza dalla Francia.

## Produzione

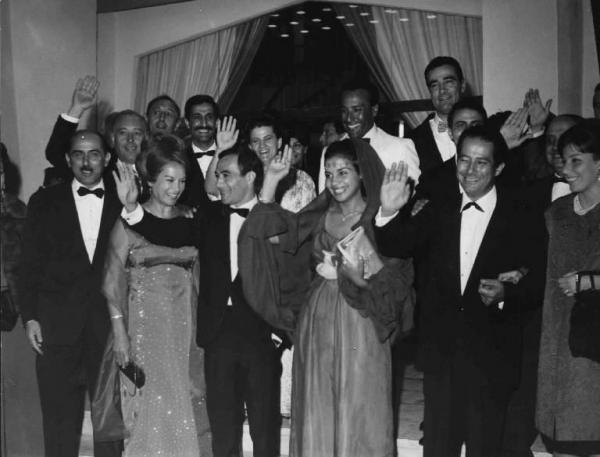
Il cast del film alla 27ª Mostra internazionale d'arte cinematografica di Venezia, 1966

Con la sola eccezione di Jean Martin, tutti gli interpreti che recitano nella pellicola non sono professionisti. Lo stesso Yacef Saadi ha realmente combattuto durante la resistenza, e ha perciò interpretato un personaggio dalla natura autobiografica.
In virtù dei buoni rapporti instauratisi (anche in chiave petrolifera) tra i governi di Italia e Algeria all'indomani dell'indipendenza del paese, il regista ottenne il sostegno del governo locale per la realizzazione del film e, in forza di questo spirito collaborativo, tutte le riprese hanno potuto avere luogo ad Algeri.

## Colonna sonora
Il tamburo militare solista, che si ascolta durante molte scene del film, è suonato dal batterista Pierino Munari, un musicista che Ennio Morricone ha sempre voluto nelle sue colonne sonore.

## Distribuzione
La proiezione del film in Francia fu proibita fino al 1971.

## Accoglienza
Secondo l'aggregatore di recensioni Rotten Tomatoes, il film ha ottenuto un indice di apprezzamento del 99% e un voto di 9,10 su 10 sulla base di 94 recensioni. Il consenso critico del sito recita: «La battaglia di Algeri è una rappresentazione in stile documentario degli sforzi reali di una nazione per espellere una forza colonizzatrice, che porta gli spettatori in prima linea con un realismo avvincente». Su Metacritic, il film ha ottenuto un voto di 96 su 100 sulla base di 22 recensioni.

## Riconoscimenti
- 1967 – Premio Oscar
  - Candidatura per miglior film straniero (Algeria/Italia)
- 1969 – Premio Oscar
  - Candidatura per migliore regia a Gillo Pontecorvo
  - Candidatura per miglior sceneggiatura originale a Franco Solinas e Gillo Pontecorvo
- 1966 – Festival di Venezia
  - Leone d'Oro a Gillo Pontecorvo

## Influenza culturale
All'ESMA, in Argentina, nel periodo tra gli anni 1960 e gli 1980 e nelle scuole militari statunitensi ci si servì del film di Gillo Pontecorvo per l'addestramento alle tecniche antisovversive. La proiezione fu preceduta da una presentazione in chiave religiosa ad opera del cappellano della Marina.
Al Pentagono ancora nel 2002 il film veniva riproposto in visione agli alti gradi con un volantino che esordiva: «Come vincere una battaglia contro il terrorismo e perdere la guerra sul piano delle idee...».
La colonna sonora iniziale del film durante il primo blitz della polizia è stata ripresa dal regista Quentin Tarantino nel film del 2009 Bastardi senza gloria, nella scena della liberazione del soldato tedesco Hugo Stiglitz.

## Differenze tra la versione italiana e francese
- Nella versione italiana del film Lucien, il membro dell'OAS che fa esplodere una bomba nella casba, sembra essere un giornalista (ed è così che si qualifica ai soldati di guardia all'ingresso della casba), mentre, nella versione originale in lingua francese, si tratta di un commissario di polizia.
- Nella versione italiana uno degli attentati compiuti dalle donne risulta essere alla sede della compagnia aerea francese, mentre nella versione originale in lingua francese viene effettuato all'aeroporto di Algeri.
- Nella versione italiana la compagna di lotta di Ali che muore insieme a lui è chiamata Halima mentre nella versione in lingua francese ha il suo vero nome, Hassiba (Hassiba Ben Bouali).
- Nella versione italiana durante la scena finale del film il comandante dei gendarmi francesi ordina con un megafono ai manifestanti di disperdersi, chiedendo loro «cosa sperate di ottenere?» e la risposta sono le grida indistinte dei manifestanti, mentre nella versione in lingua francese egli chiede «cosa volete?» e la risposta, prima dell'unirsi delle voci, è «l'indipendenza».[senza fonte]

## Restauro
Eseguito dalla Cineteca di Bologna e Istituto Luce – Cinecittà, in collaborazione con Igor Videocine Produzioni, Surf Film Srl, Casbah Entertainment Inc. e CultFilms, presso il laboratorio L’Immagine Ritrovata (2016)